# Antonio Ibáñez Freire
Antonio Ibáñez Freire (Vitoria, 25 de septiembre de 1913-Madrid, 9 de mayo de 2003) fue un militar y político español, teniente general del Ejército. Apoyó el bando sublevado durante la guerra civil. En el franquismo, fue gobernador civil y jefe provincial de FET y de las JONS en Santander, Vizcaya y Barcelona. Tras la muerte de Franco, en 1976 fue nombrado director general de la Guardia Civil y en 1979, tras la aprobación de la Constitución fue designado 
ministro del Interior en el Gobierno de Adolfo Suárez. 

## Biografía
Nació el 25 de septiembre de 1913 en la ciudad de Vitoria (País Vasco). Después de pasar por la Academia Militar de Zaragoza, fue nombrado teniente de infantería. Participó en la guerra civil española, desde el inicio, incorporado en el Ejército franquista, y combatiendo en diferentes frentes. Posteriormente, se enroló como voluntario en la División Azul tomando parte en la Segunda Guerra Mundial, en la que le fue concedida la Cruz de Hierro por sus actos de servicio.

### Actividad política

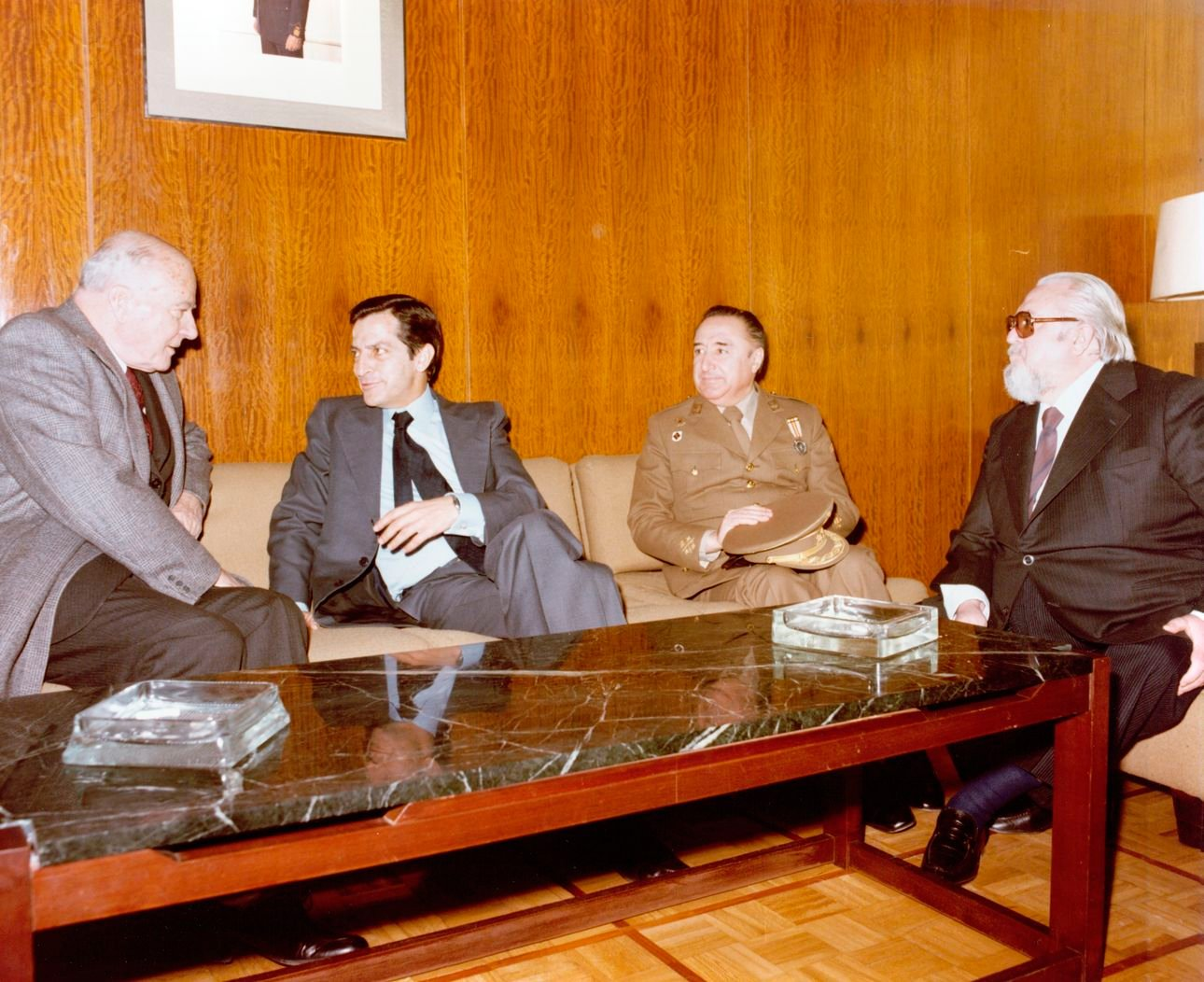
Encuentro de Adolfo Suárez con el presidente de la Generalitat de Cataluña, Josep Tarradellas en 1979 con la presencia de Ibáñez Freire, entonces capitán general de Cataluña.

#### Franquismo
Consejero nacional de FET y de las JONS, obtuvo la condición de procurador en las Cortes franquistas en 1961; Fue procurador hasta 1971. Comenzó a desempeñar el cargo de gobernador civil de Santander en 1960, para ocupar más tarde el mismo puesto en Vizcaya (1961) y Barcelona (12 enero 1963).
Fue también delegado del Gobierno en el Canal de Isabel II y subsecretario del ministerio de Trabajo.

#### Democracia
Tras la muerte de Franco fue director general de la Guardia Civil entre 1976 y 1978. En este año fue ascendido a teniente general y ocupó el cargo de capitán general de la IV Región Militar y en 1979, en el tercer gobierno de Adolfo Suárez, tras la aprobación de la Constitución y la celebración de elecciones generales, fue nombrado ministro del Interior, cargo en que permaneció hasta 1980.

## Condecoraciones
A Antonio Ibáñez Freire le fueron otorgadas, entre otras, las siguientes condecoraciones:
- Medalla Militar Individual.
- Medalla Militar Colectiva.
- Gran Cruz de la Orden de Carlos III.
- Gran Cruz de la Orden de San Hermenegildo.
- Gran Cruz del Mérito Militar.
- Gran cruz de la Orden del Mérito Naval.
- Gran Cruz del Mérito Aeronáutico.
- Gran Cruz de la Orden de Isabel la Católica.
- Gran Cruz de la Orden de Cisneros.
- Gran Cruz de la Orden Imperial del Yugo y las Flechas.
- Caballero Gran Cruz de la Orden del Santo Sepulcro de Jerusalén.
- Gran Estrella del Mérito Militar del Ejército Chileno.
- Gran Cruz de la Orden de Rubén Darío (Nicaragua).
- Distintas Cruces al Mérito Militar con distintivo rojo.
- Medalla de Sufrimientos por la Patria.
- Medalla de Oro de la Ciudad de Bilbao.
- Medalla de Oro de la Ciudad de Barcelona.